# 1614 w literaturze
Wydarzenia literackie w 1614 roku.

## Nowe poezje
- polskie
  - Jan z Kijan – Fraszki Sowirzała Nowego
  - Szymon Szymonowic – Sielanki
- zagraniczne